# Oepping
Oepping je obec v rakouské spolkové zemi Horní Rakousy, v okrese Rohrbach.
V roce 2012 zde žilo 1 541 obyvatel.